# Ediles
Un edil departamental (femenino edila) es la denominación que reciben en los departamentos de Uruguay los legisladores electos para integrar las juntas y parlamentos departamentales del país.

## Integración
Según la Constitución de la República, las juntas departamentales están compuestas por ciudadanos, electos por sufragio universal en las elecciones municipales que se celebran el segundo domingo de mayo del año siguiente a las elecciones nacionales, al igual que los tres suplentes de cada uno de ellos. 
Para poder ser edil, se requiere tener más de 18 años de edad, ser ciudadano natural o legal con tres años de ejercicio y ser nativo del departamento o estar radicado en él al menos por tres años. Los ediles duran cinco años en sus funciones, pudiendo ser reelectos.